# Нет места милее дома родного
«Нет места милее дома родного» (англ. A Place To Call Home) — популярная австралийская костюмированная драма от канала Seven Network.

## Сюжет
Действия сериала разворачиваются в 1953 году. Сара прожила двадцать лет в Европе, а сейчас возвращается домой в Австралию, чтобы начать новую жизнь.

## Актёры и персонажи
- Марта Дюссельдорп — Сара Адамс
- Нони Хазлхерст — Элизабет Блай
- Бретт Климо — Джордж Блай
- Arianwen Parkes-Lockwood — Оливия Блай
- Дэвид Берри — Джеймс Блай
- Эбби Эрл — Анна Блай
- Крэйг Холл — Джек Дункан
- Альдо Миньоне — Джино
- Фрэнки Дж. Холден — Рой Бриггс
- Дебора Кеннеди — Дорис Коллинс

## Эпизоды
| Сезон | Сезон | Эпизоды | Оригинальная дата показа | Оригинальная дата показа |
| Сезон | Сезон | Эпизоды | Премьера сезона          | Финал сезона             |
| ----- | ----- | ------- | ------------------------ | ------------------------ |
|       | 1     | 13      | 18 апреля 2013           | 21 июля 2013             |
|       | 2     | 10      | 11 мая 2014              | 13 июля 2014             |
|       | 3     | 10      | 27 сентября 2015         | 29 ноября 2015           |
|       | 4     | 12      | 11 сентября 2016         | 27 ноября 2016           |